# Cudowronka krasnopióra
Cudowronka krasnopióra (Paradisaea raggiana) – gatunek ptaka z rodziny cudowronek (Paradisaeidae), zamieszkujący Nową Gwineę. Nie jest zagrożony.

## Taksonomia

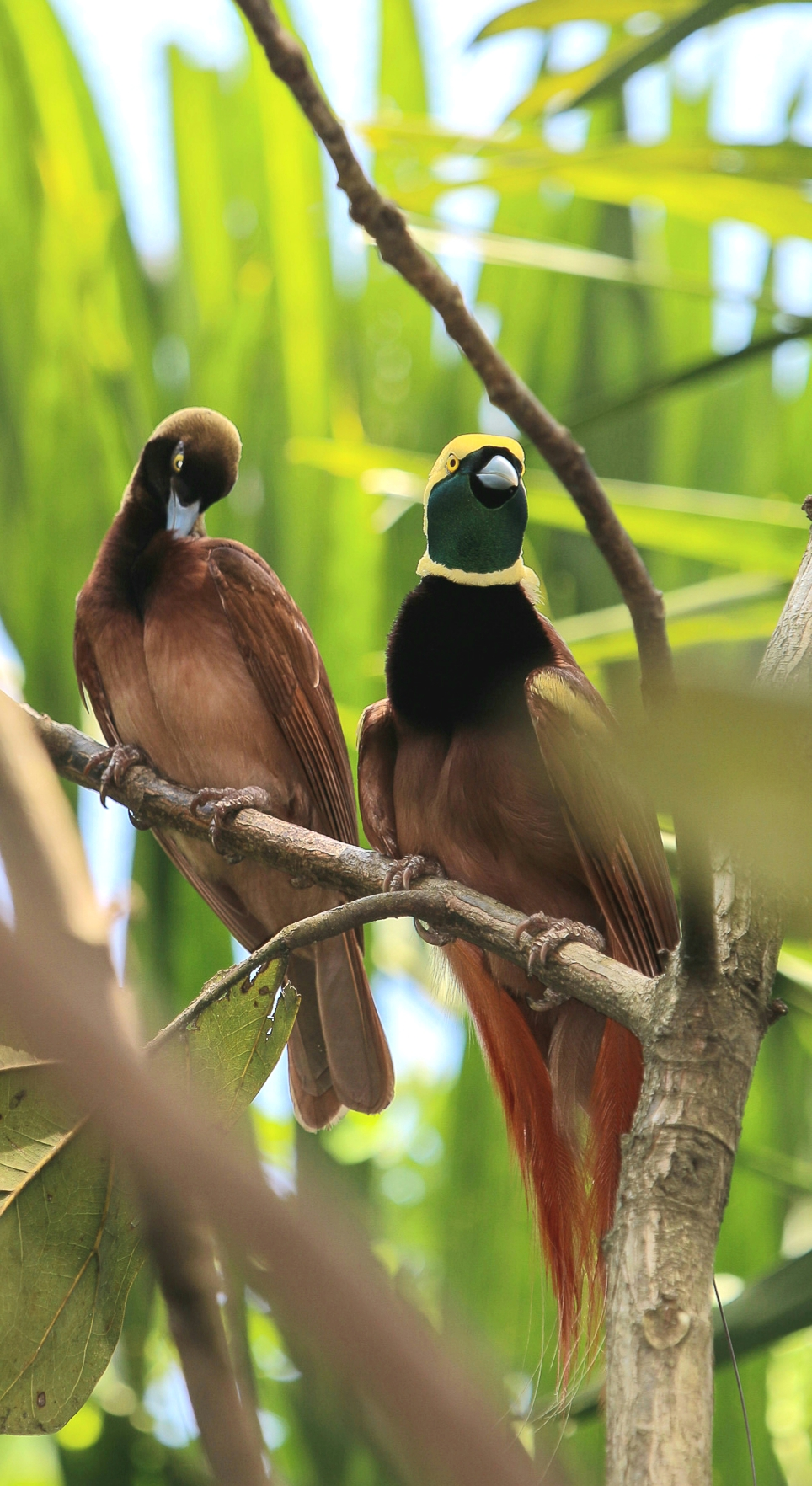
Samica i samiec

Wyróżniono cztery podgatunki P. raggiana:
- P. r. salvadorii Mayr & Rand, 1935 – południowo-środkowa Nowa Gwinea
- P. r. raggiana P. L. Sclater, 1873 – południowo-wschodnia Nowa Gwinea (południowe zbocza gór)
- P. r. intermedia De Vis, 1894 – północne wybrzeże południowo-wschodniej Nowej Gwinei
- P. r. augustaevictoriae Cabanis, 1888 – północno-wschodnia Nowa Gwinea; obejmuje takson granti, uznany za formę przejściową między augustaevictoriae i intermedia

## Morfologia
Długość ciała: samce 34 cm (nie licząc centralnych, cienkich niczym drut piór ogonowych o długości 60 cm); samice 33 cm. Masa ciała 133–220 g.
Samiec – głowa oraz grzbiet żółte, opalizująco zielone gardło, dziób kremowy, spód czekoladowobrązowy. Podczas toków prezentuje długie, czerwonopomarańczowe pióra na bokach ciała. Samica – ciemnobrązowa z wierzchu i na spodzie ciała, potylica i kark żółte.

## Zasięg, środowisko
Żyje w lasach deszczowych wschodniej części Nowej Gwinei.

## Zachowanie
Żywi się głównie owocami, w tym figami. Zjada także stawonogi. Tworzy stada mieszane z ptakami innych gatunków.
Samce są poligamiczne. Samica sama buduje gniazdo w gałęziach drzew, na wysokości 2–11 metrów nad ziemią. Gniazdo jest otwartą strukturą w kształcie kubka, zbudowaną z liści i ich fragmentów, korzonków, łodyg, orchidei lub paproci oraz włókien roślinnych. Wyściółka gniazda przypomina końskie włosie, ale prawdopodobnie wykonana jest z włókien roślinnych. Samica składa 1-2 różowawo-płowe jaja z drobnym ciemniejszym plamkowaniem, po czym wysiaduje je przez 18–20 dni. Pisklęta karmione są stawonogami, później w skład ich diety wchodzą też owoce. Opuszczają gniazdo około 17–20 dniach po wykluciu. Samiec nie bierze udziału w obowiązkach rodzicielskich.

## Status
Międzynarodowa Unia Ochrony Przyrody (IUCN) uznaje cudowronkę krasnopiórą za gatunek najmniejszej troski (LC – least concern) nieprzerwanie od 1988 roku. Liczebność populacji nie została oszacowana, ale ptak ten opisywany jest jako pospolity. Trend liczebności populacji uznawany jest za spadkowy.